# Anna Dowgiert
Anna Dowgiert (née le 15 juillet 1990 à Białystok en Pologne) est une nageuse polonaise spécialiste des épreuves de nage libre.

## Palmarès

### Championnats d'Europe

#### En petit bassin
- Championnats d'Europe en petit bassin de 2011 à Szczecin (Pologne) :
  -  Médaille de bronze sur 4x50 m 4 nages[2]